# Бланк Карл Іванович
Карл Іванович Бланк (1728 — 26 жовтня 1793) — московський зодчий, архітектор-практик та інженер, майстер архітектури пізнього бароко і раннього класицизму.

## Життєпис. Батьки
Син архітектора Івана Яковича Бланка. Родина походить з Франції. Її представники — французькі протестанти, що через гоніння і утиски католицького оточення емігрували з країни в протестантську Німеччину. Дід архітектора Яків Бланк (коваль) перебрався в Московію в добу царя Петра І і працював на Олонецькому заводі. Син Іван Якович вже був двомовним і письменним, тому працював перекладачем у німецькомовних архітекторів, запрошених на службу в Петербург. Згодом сам став будівничим і реалізовував чужі і власні проєкти. За близькість до дипломата Артемія Волинського і архітектора Петра Єропкіна, що виступали проти засилля Бірона, арештований і запроторений у в'язницю. За наказом підозрілої імператриці Анни Іванівни
Волинського і Петра Єропкіна політично звинуватили у державній зраді і відповідно покарали смертю, інших били батогами і заслали до Сибіру.
Родина Бланків втратила матір, що померла по дорозі у заслання в місто Тобольськ. Черговий палацовий переворот в Петербурзі знесе на царський престол дочку Петра І — Єлизавету Петрівну. Ситуація змінилася на користь засланих і родині Бланк було дозволено повернутися і оселитися у Москві. Під час перебування у Тобольську вони познайомилися зі здібним молодиком-тобольцем на ім'я Олександр Кокорінов. Бланки узяли юнака до себе в учні і заберуть того з собою у Москву.

## Московський період. Іспити у Растреллі

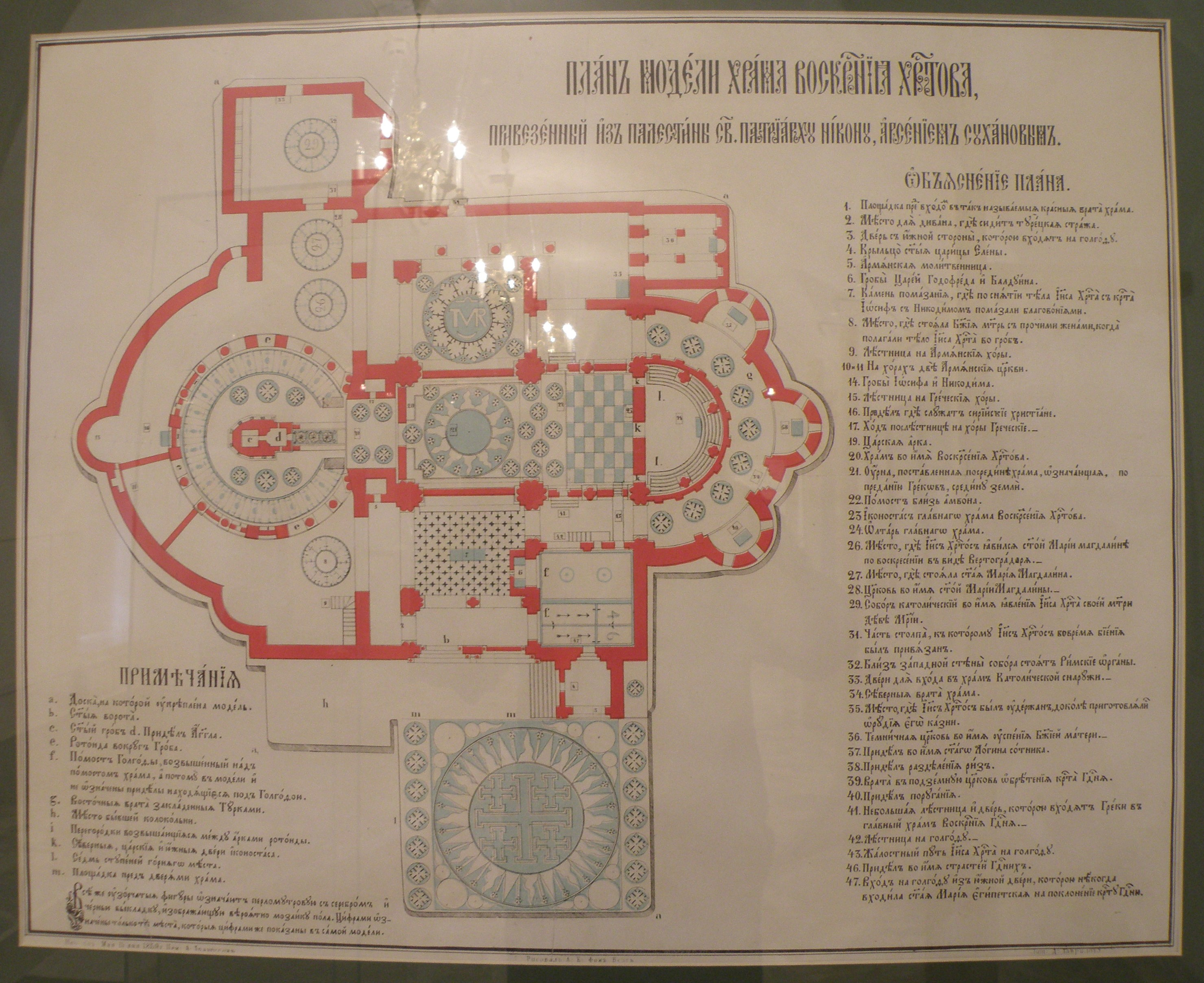
План Воскресенського собору для Новоєрусалимського монастиря

Іван Якович хворів і помер вже у Москві. Карл Бланк та Олександр Кокорінов почали працювати в будівничих командах П. Обухова та Івана Коробова (1700 ? — 1747). Наполегливий Карл Іванович працював і водночас готувався до іспитів, які успішно склав самому Вартоломею Растреллі. Так він відвоював звання гезеля (помічника архітектора). Його зарахували в помічники московському архітекторові Олексію Євлашову.
Добру кар'єру архітектора зробить і Олександр Кокорінов, якого переведуть на працю у Петербург. За право залучити Кокорінова до будівництва в своїх садибах змагатимуться вельможі доби Єлизавети Петрівни, серед яких і родина Розумовських. Яскравими зразками творчості Кокорінова стануть споруди в садибі Петровське — Розумовське у Москві та споруда Імператорської Петербурзької Академії мистецтв в столиці Російської імперії.

## Блискучий інженер і архітектор

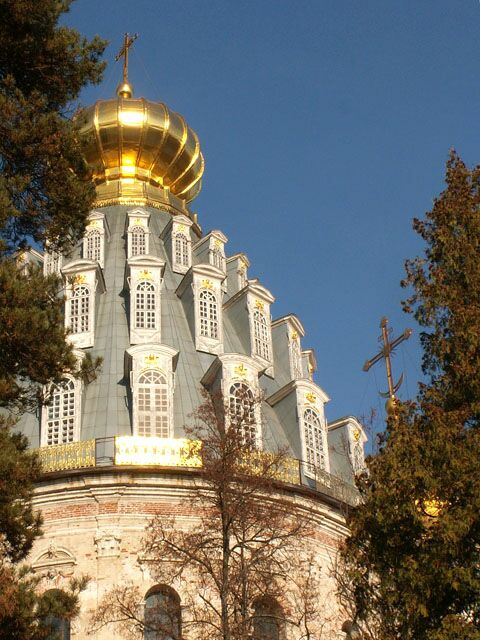
Новоєрусалимський монастир, мю Істра, Московська область. Проєкт Растреллі, будував Карл Бланк.

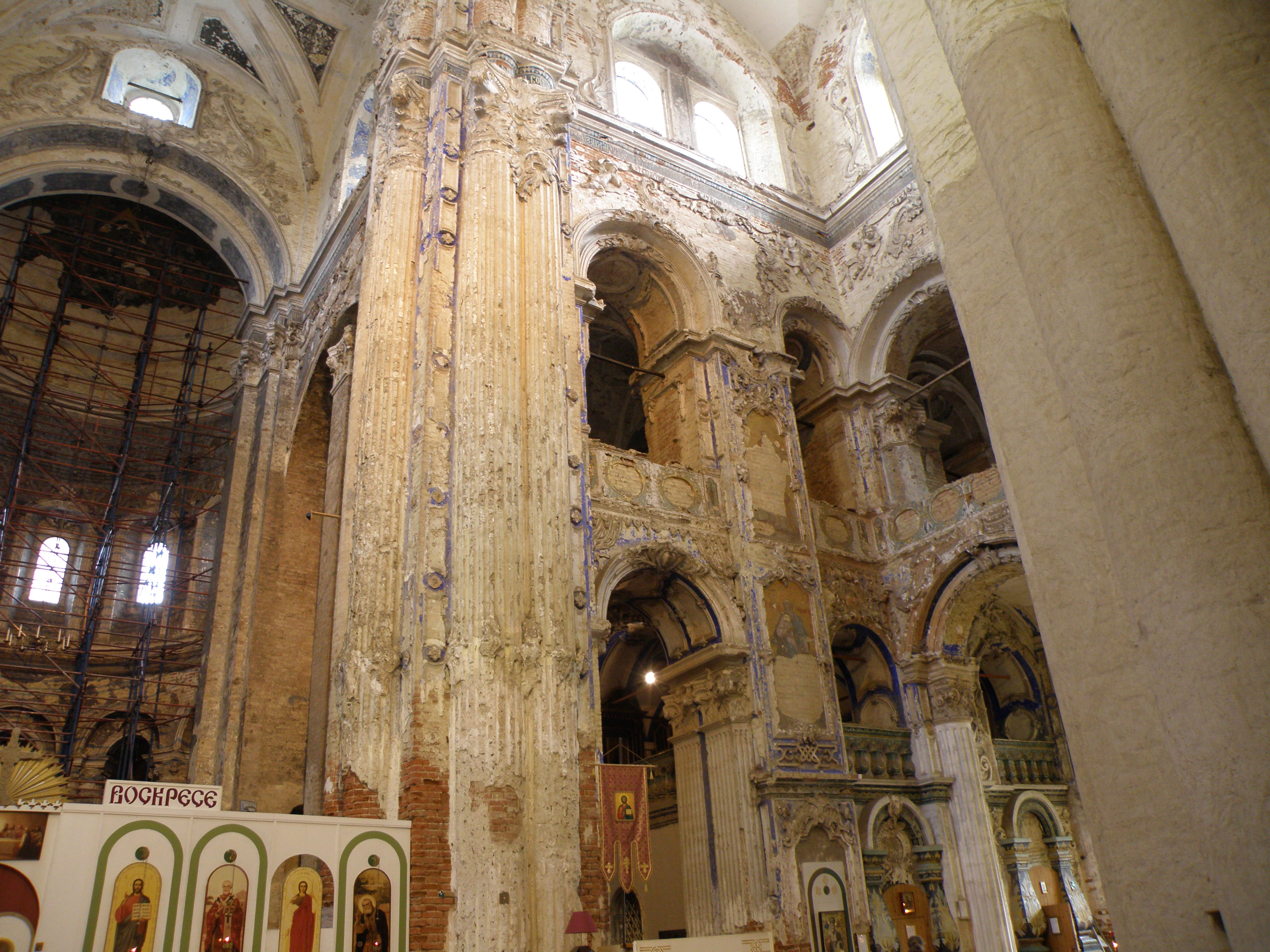
Воскресенський собор, залишки декору по війні і руйнації (на 2010 р.)

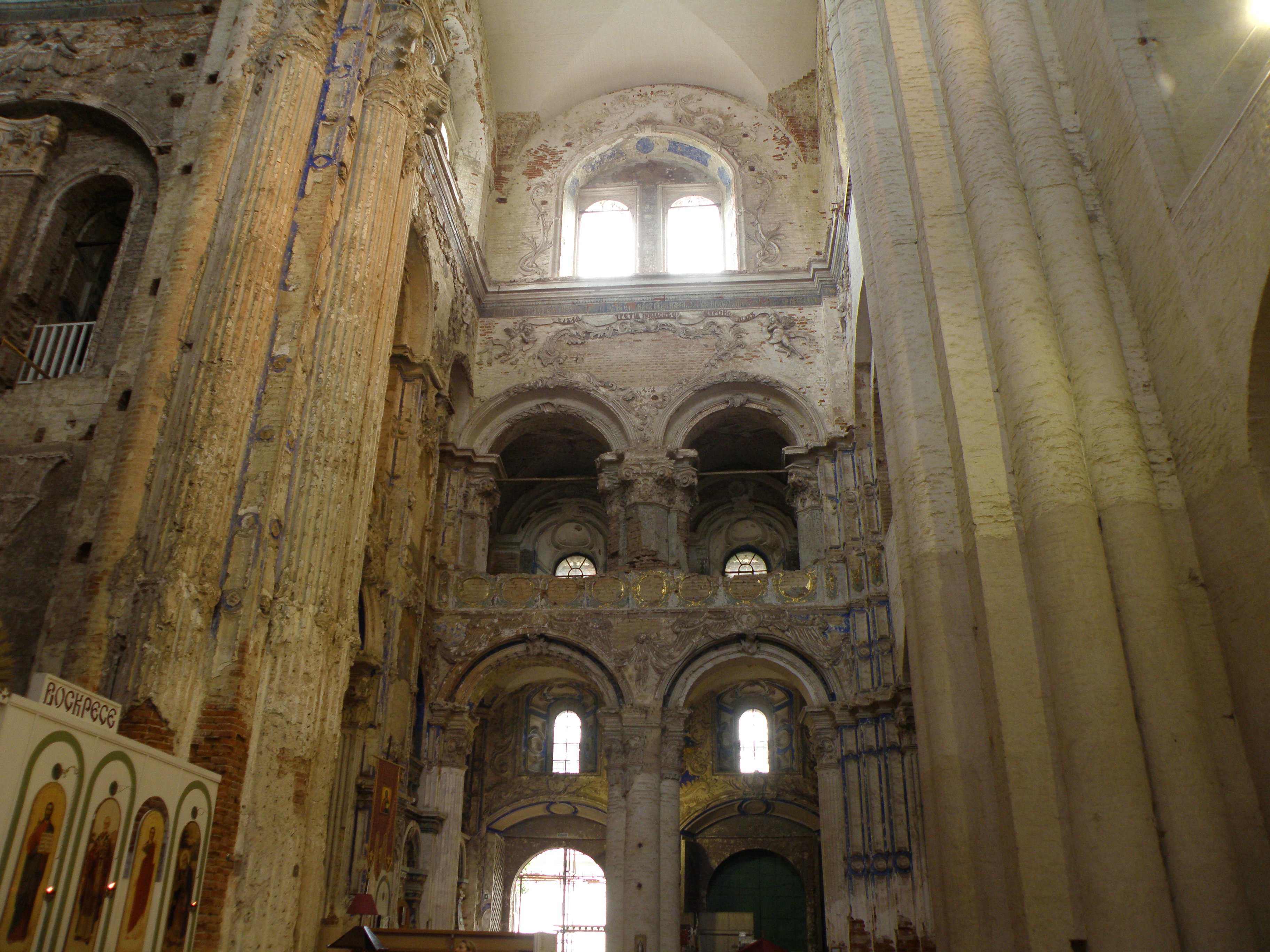
залишки декору по війні і руйнації

Просте походження — не заперечення значної обдарованості. Вже іспити у надвірного архітектора Растреллі виявили неабиякі здібності Карла Бланка. Практична праця на будівельних майданах пізніше це підтвердить не один раз. Архітектор брався як за власне проєктування (проєкт садибного палацу для фельдмаршала П. О. Румянцева-Задунайського (1725—1796), Качанівка), так і за реалізацію чужих проєктних рішень. Карл Іванович Бланк виявив здібності інженера широкого масштабу при реалізації розлогого, небаченого досі даху-шарта Новоєрусалимського монастиря, запропонованого Растреллі. Досвід архітектора, що практично міг виконати як дзвіницю, церкву для міста, так і незвичний парковий павільйон, проєкт паркової ділянки як садівник, зробив його фахівцем універсальним. Все це стане в пригоді при створенні величного палацово-паркового комплексу Анненгоф у Лефортово в долині річки Яуза з низкою споруд різного призначення в оточенні садів бароко (знищено).

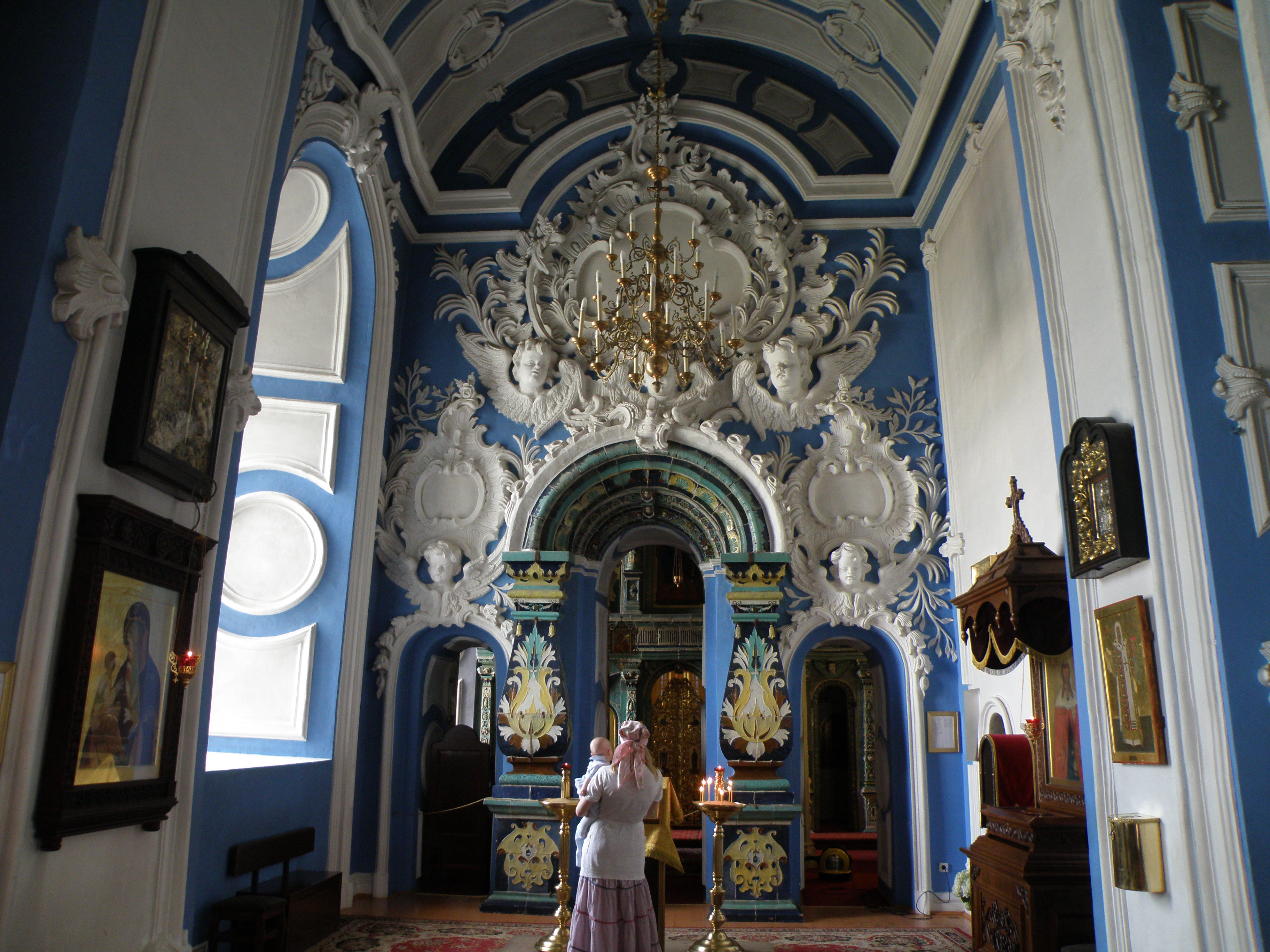
Церква Успіння Пресвятої Богородиці, Новоєрусалимський монастир
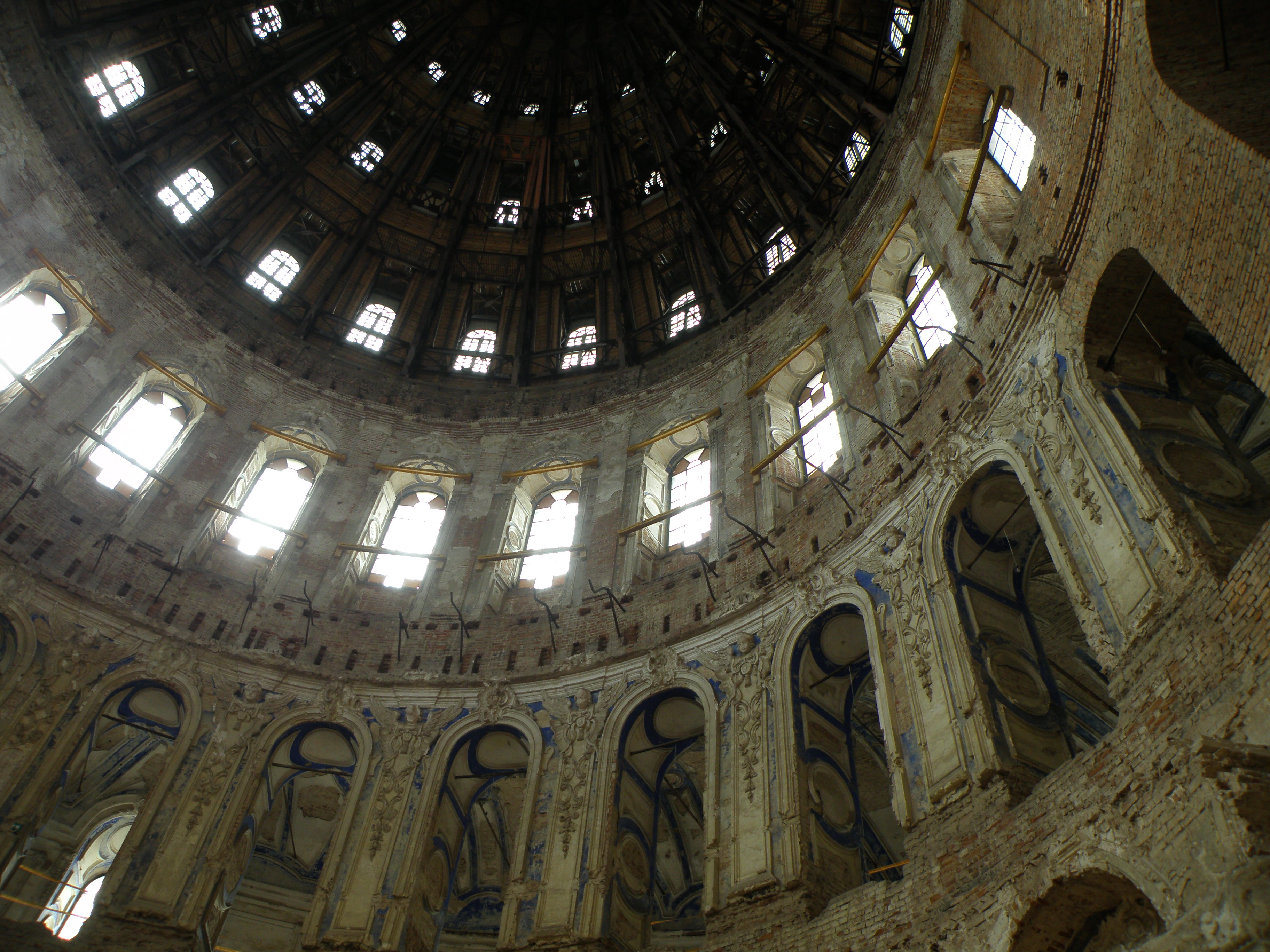
Барокова ротонда Воскресенського собору, Новоєрусалимський монастир
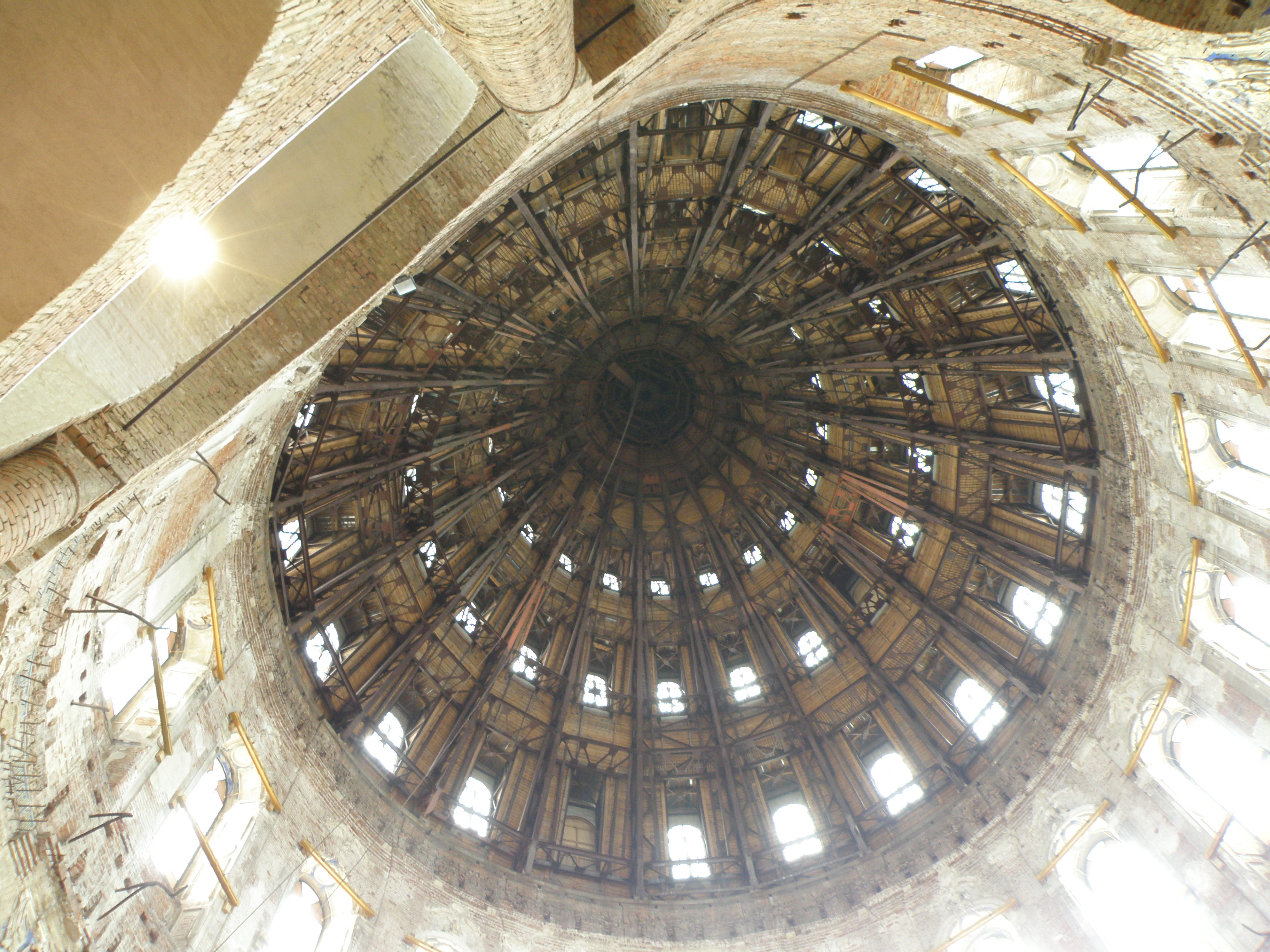
Спроба відновлення даху-шатра після війни
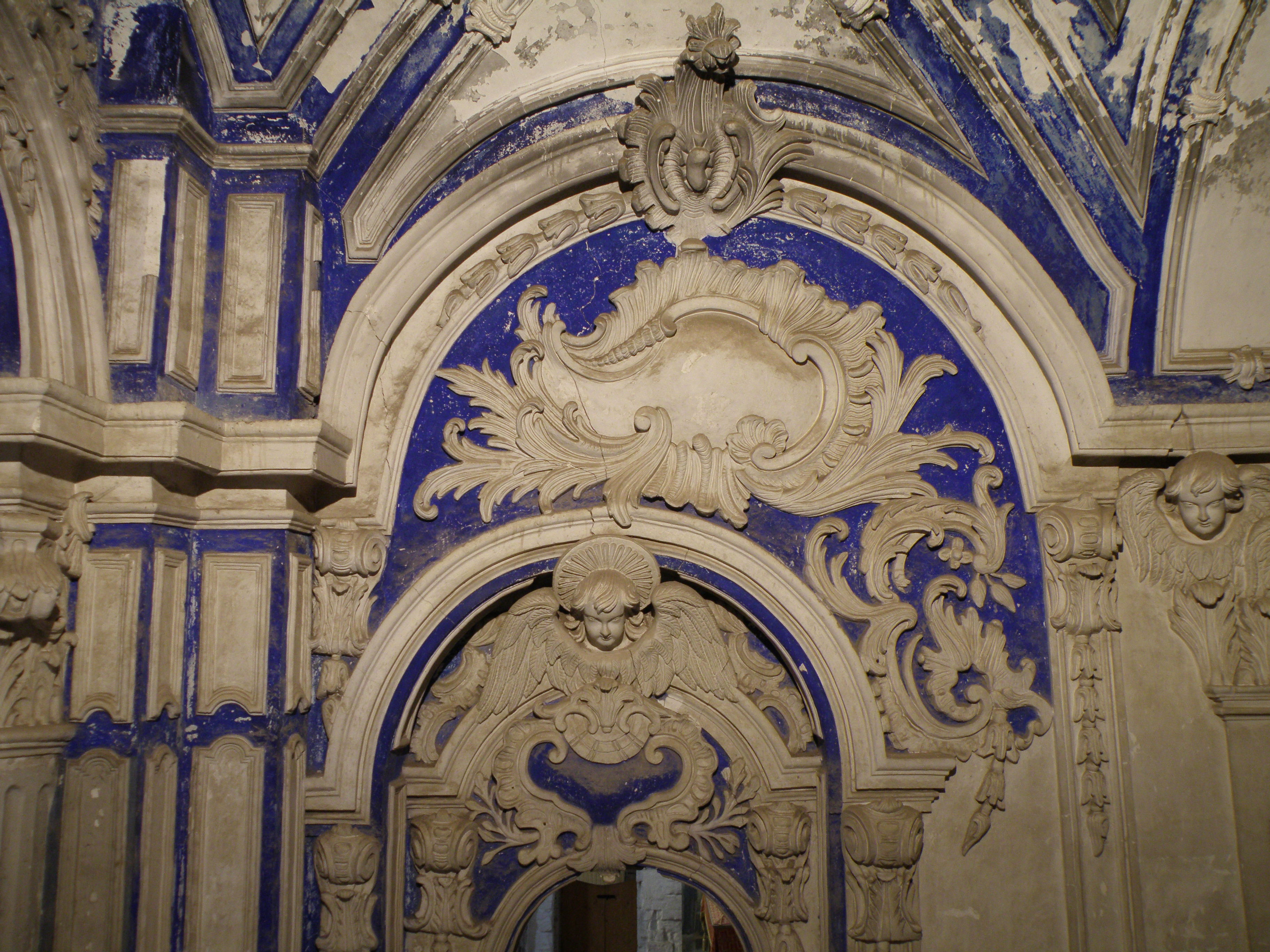
Бароковий декор церкви Успіння, Новоєрусалимський монастир

Еластичність творчого обдрування Карла Бланка дозволила працювати в стилях бароко, рококо і раннього класицизму, про що свідчить еволюція творчого шляху архітектора, а також твори власні чи за проєктами інших архітекторів для Москви, серед яких — * Вартоломей Растреллі
- Баженов Василь Іванович
- Кологрівов Юрій Іванович
- Казаков Матвій Федорович.

У 1764—1781 роках Карл Бланк був задіяний на будівництві нового виховально—благодійного закладу — московського Виховного будинку. (Він вибудував західний та центральний корпуси. Грошей не вистачило і будівництво припинили. Симетричний східний корпус добудували тільки у 1940-ві роки.) Виховально—благодійний заклад був розрахований на 8.000 дітей, яких виховували як «нову породу людей » в добу імператриці Катерини ІІ. Утопічна ідея виховання не здійснилася, але стала базою для освітніх закладів Російської імперії. Саме приміщення — поворотна споруда в московській архітектурі кінця 18 століття, пункт переходу від бароко до класицизму. Останній могутньо і офіційно підтримувала імператриця Катерина ІІ. Другим зразком перехідної архітектури став велетенський московський Цейхгауз (новий арсенал), створений за проєктом архітектора Василя Баженова, де риси перехідної доби виявлені значно більше.
Прихильником творчості архітектора Карла Бланка в XX столітті був російський історик архітектури Барановський Петро Дмитрович, що намагався врятувати споруди митця в роки руйнацій і реконструкцій Москви в добу Сталіна. Схвальні оцінки спорудам Карла Бланка дав і мистецтвознавець Грабар Ігор Емануїлович.

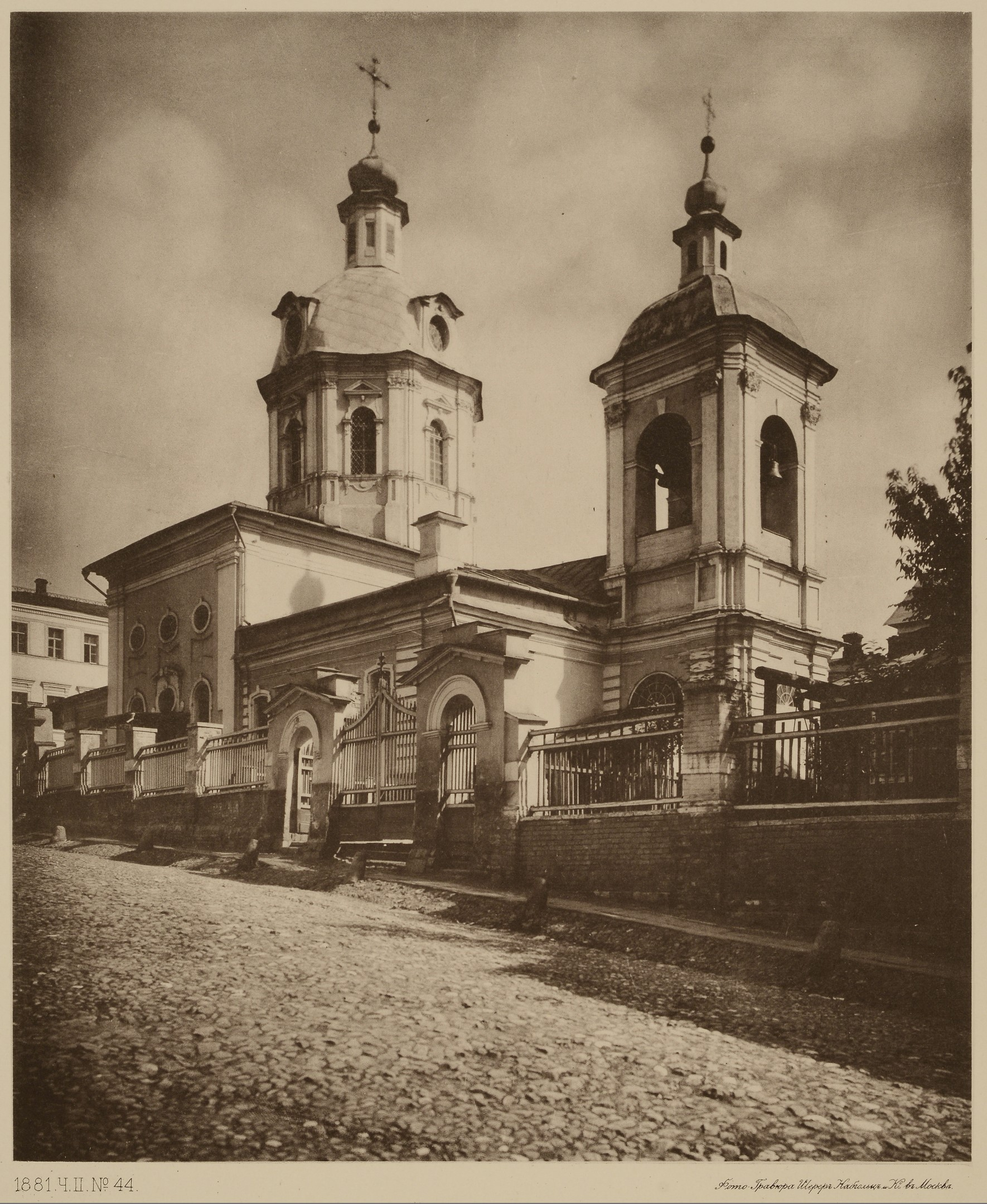
церква Ніколи Чудотворця у Звонарях, вул. Рождєственка, Москва
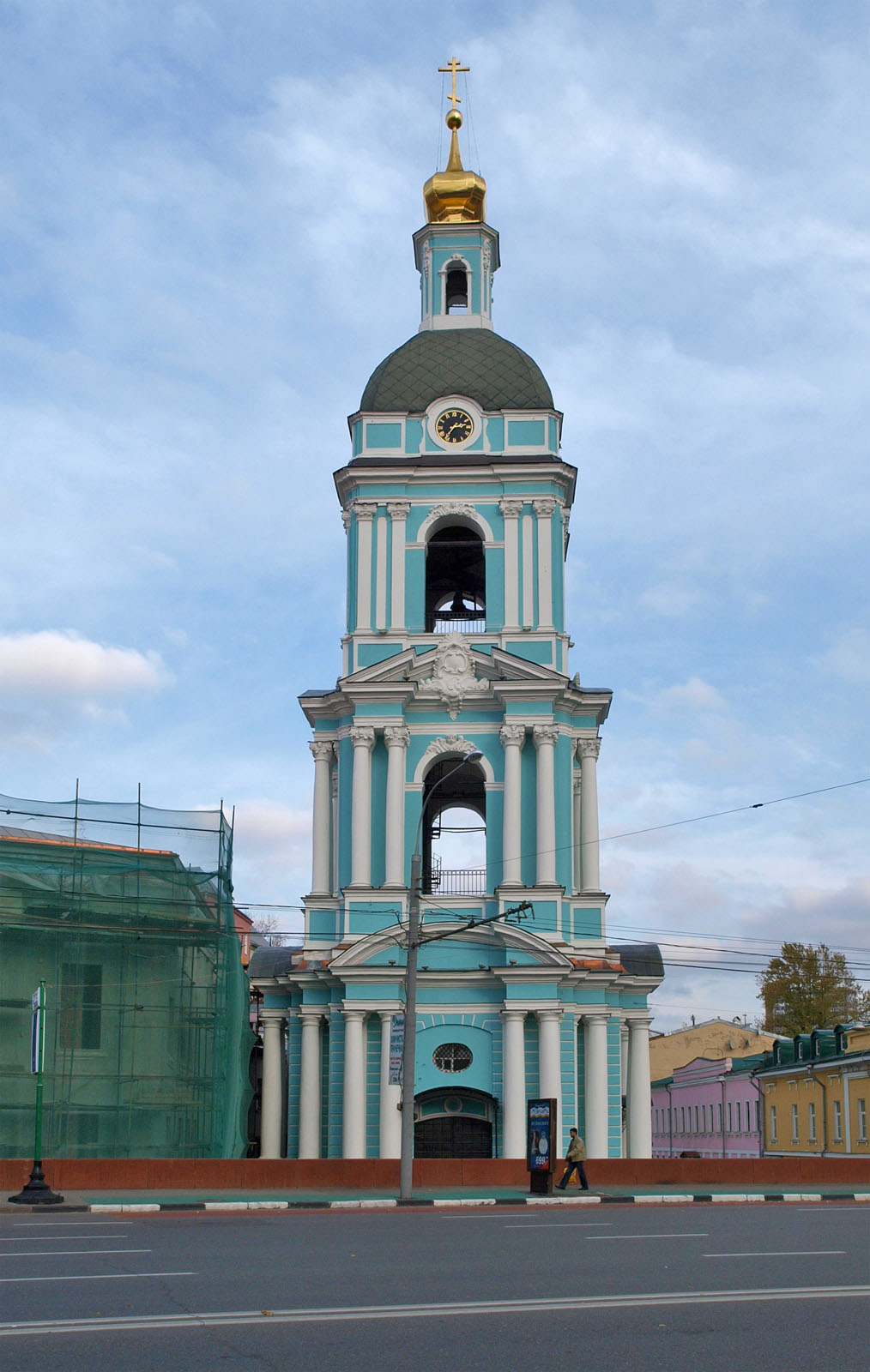
дзвіниця церкви Ніколи Чудотворця з боку Яузької вул.
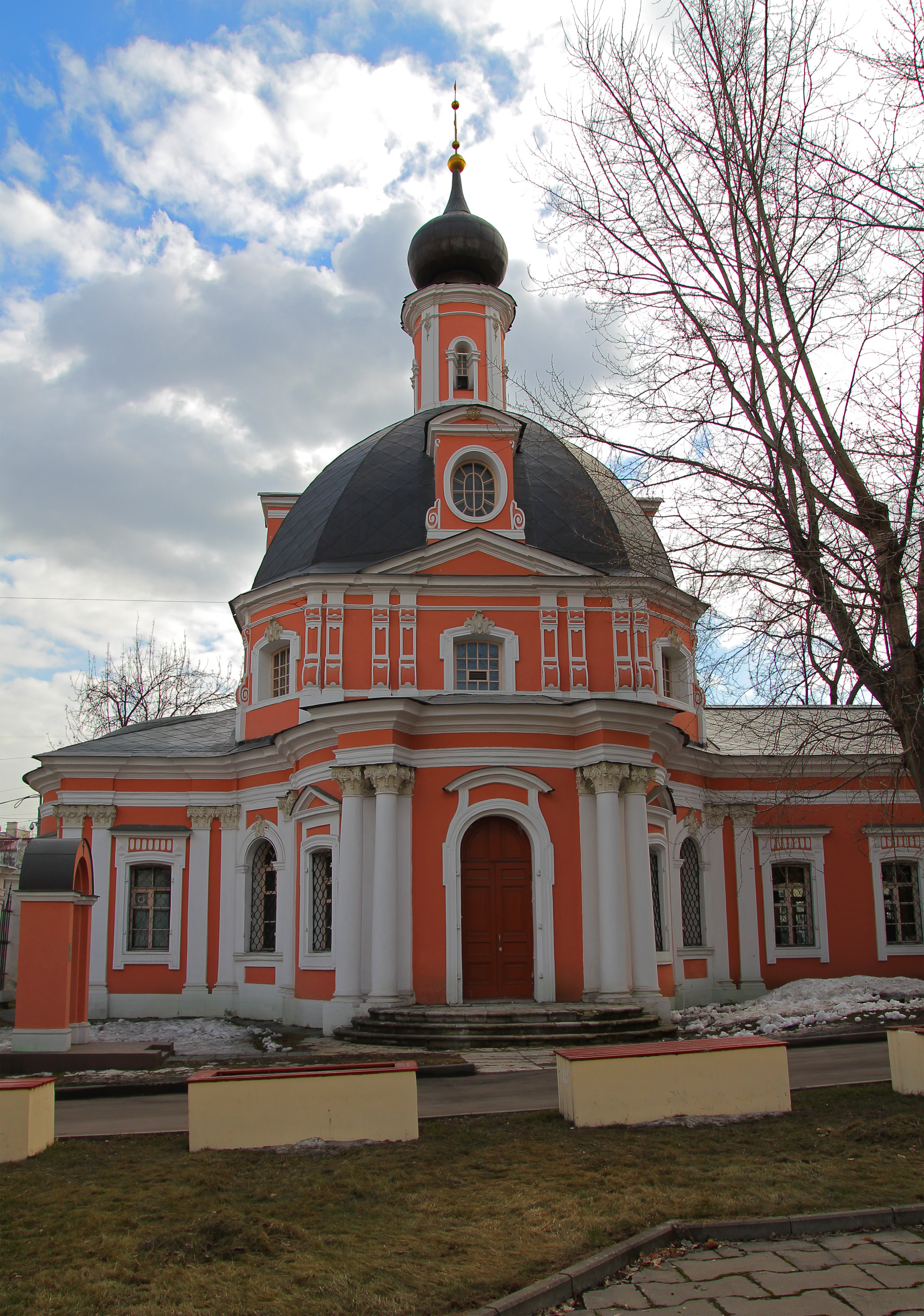
церква Св. Катерини на Вспольї, вул. Больша Ординка, Москва

## Родина архітектора
Архітектор мешкав в Москві на вул. Рождєственка в володіннях графа Воронцова Івана Ларіоновича. Граф, пізніше генерал-поручик стане практично меценатом і замовником талановитого архітектора. Останній створив декілька споруд в парадний підмосковній садибі Вороново, що належала Воронцову.
Бланк Карл Іванович був одружений. Родина мала п'ятеро дітей. В історії залишили слід і нащадки архітектора -
- Басаргін Микола Васильович, декабрист, онук Карла Івановича
- Семенов-Тянь-Шанський Петро Петрович, науковець, колекціонер картин голландських майстрів

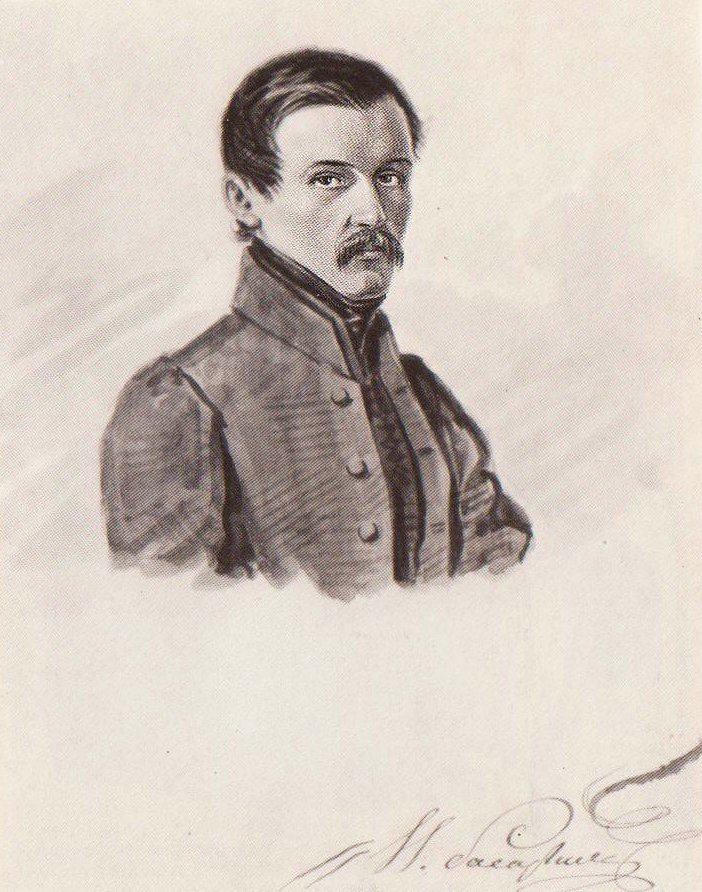
Басаргін М.В. 1836 рік. Акварель Бестужева М.О.
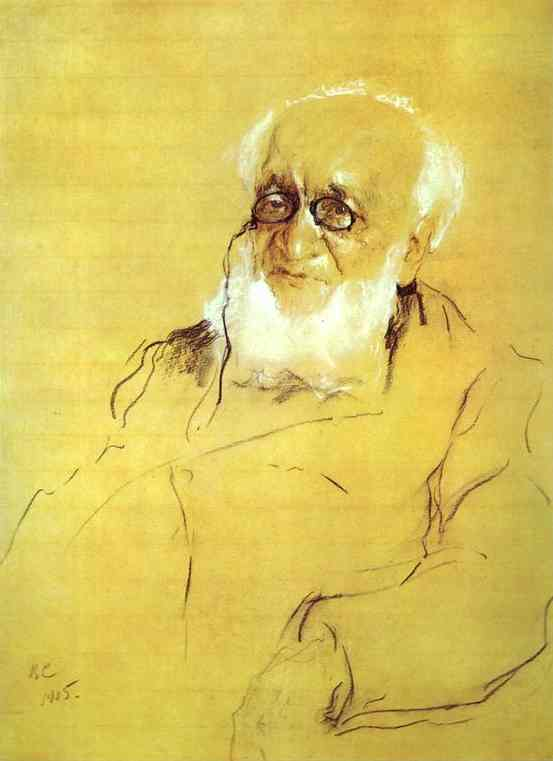
Худ. Сєров Валентин, Семенов - Тян- Шанський у 1095 р. Російський музей

## Вибрані твори
- Воскресенський собор Новоєрусалимського монастиря, Істра (за проєктом В. Растреллі)
- Оранжерея, зали палацу, парків павільйони (садиба Кусково)
- Виховний навчальний заклад, вул. Солянка, Москва (проєкт М. Ф. Казакова)
- церква Бориса і Гліба, Арбатські ворота, Москва (зруйновано)
- храм Трійці в Серебряниках, Серебряничеський провулок, Москва
- церква Св. Катерини на Вспольї, вул. Больша Ординка, Москва
- Дзвіниця церкви Апостолів Петра і Павла під Дзвоном, вул. Нова Басманна, Москва
- церква Ніколи Чудотворця у Звонарях, вул. Рождєственка, Москва
- церква Святих Кіра та Йоанна, вул. Солянка, Москва
- власний будинок арх. Бланка, вул. П'ятницька, Москва (зруйновано)
- церква Спаса, садиба Вороново, Московська область
- павільйон Голландський будиночок, садиба Вороново
- праця в палацовому комплексі Анненгоф, Лефортово, Москва
- декор з приводу коронації Катерини ІІ в Москві

На замовлення фельдмаршала П. О. Румянцева-Задунайського (1725—1796) розробив проєкт палацового комплексу в селі Качанівці (тепер Ічнянського району Чернігівської області).